# Conus amplus
Conus amplus is een slakkensoort uit de familie van de Conidae. De wetenschappelijke naam van de soort is voor het eerst geldig gepubliceerd in 1992 door Röckel & Korn.